# Wijken en buurten in Westervoort
De Nederlandse gemeente Westervoort is voor statistische doeleinden onderverdeeld in wijken en buurten. De gemeente is verdeeld in de volgende statistische wijken:
- Wijk 00 (CBS-wijkcode:029300)

Een statistische wijk kan bestaan uit meerdere buurten. Onderstaande tabel geeft de buurtindeling met kentallen volgens het Centraal Bureau voor de Statistiek (2008):
| CBS-buurtcode | Buurtnaam                          | Inwonertal | Opp. totaal (ha) | Opp. land (ha) | Ligging                |
| ------------- | ---------------------------------- | ---------- | ---------------- | -------------- | ---------------------- |
| BU02930000    | Westervoort                        | 5370       | 215              | 211            | Locatie in de gemeente |
| BU02930001    | Westervoort-Broeklanden            | 1670       | 27               | 27             | Locatie in de gemeente |
| BU02930002    | Westervoort-Lange Maat en Hoogeind | 3450       | 54               | 54             | Locatie in de gemeente |
| BU02930003    | De Leigraaf-De Steenderens         | 2500       | 42               | 41             | Locatie in de gemeente |
| BU02930004    | De Ganzepoel-Schans                | 2440       | 64               | 64             | Locatie in de gemeente |
| BU02930009    | Verspreide huizen Westervoort      | 60         | 382              | 312            | Locatie in de gemeente |